# C/2015 H2 (PANSTARRS)
C/2015 H2 (PANSTARRS) — одна з довгоперіодичних параболічних комет. Ця комета була відкрита 24 квітня 2015 року; блиск на час відкриття: 19.7m. Прогнозований максимальний блиск 17.5m, в середині 2016 року.